# Robert Blake (ator)
Michael James Gubitosi, mais conhecido pelo nome artístico de Robert Blake (Nova Jersey, 18 de setembro de 1933 – Los Angeles, 9 de março de 2023), foi um premiado ator estadunidense, mais conhecido por estrelar o filme de 1967 In Cold Blood e como protagonista da telessérie da década de 1970, Baretta.

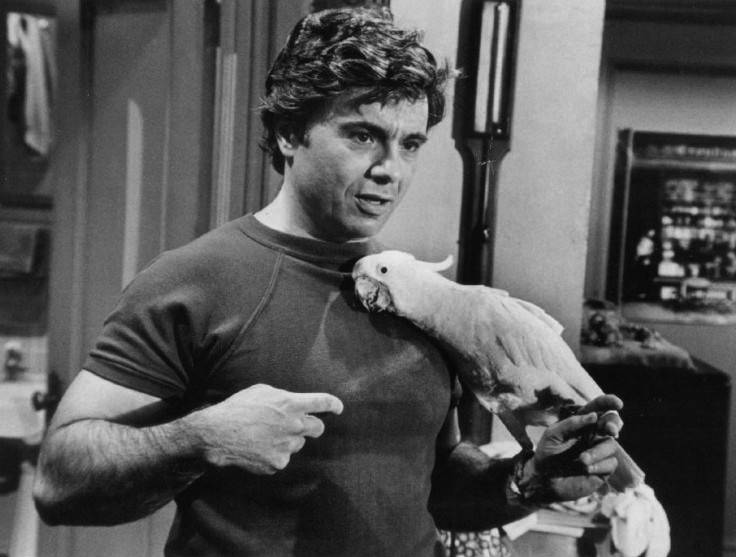
"Baretta" com seu papagaio Fred, 1976

## Biografia
Inciou a carreira ainda criança em Nova Jersey, mudando-se com a família para a Califórnia onde atuou em O Tesouro de Sierra Madre ainda na década de 1930.
Em 2001 foi acusado de feminicídio da sua segunda esposa, Bonny Lee Bakley, crime do qual foi absolvido em 2005. Apesar de sempre alegar inocência no caso em que a mulher fora baleada no seu carro à saída de um restaurante onde, segundo ele alegou, a deixara para voltar ao local a fim de buscar uma arma que havia esquecido, situação essa que levou a imprensa a comparar seu caso com o de O. J. Simpson. Apesar de inocentado criminalmente, foi condenado na esfera cível a uma indenização de trinta milhões de dólares aos herdeiros de Bonny, levando-o a declarar falência. A pena foi reduzida pela metade, após recursos.
Blake morreu em decorrência de problemas cardíacos, em Los Angeles, em 9 de março de 2023, aos 89 anos de idade. Ele deixa quatro filhos e mais dois casamentos: o primeiro com a atriz Sondra Kerr (1961-1983) e o terceiro com a amiga Pamela Hudak (2017-2019).